# المعهد الجمهوري الدولي
المعهد الجمهوري الدولي (بالإنجليزية: International Republican Institute)، منظمة أمريكية غير ربحية تأسست عام 1983 بدعم وتمويل من الحكومة الفيدرالية للولايات المتحدة. يتم اختيار معظم أعضاء مجلس إدارته من الحزب الجمهوري. إن المعهد ملتزم بالنهوض بالحرية والديمقراطية في جميع أنحاء العالم من خلال مساعدة الأحزاب السياسية على أن تصبح قائمة على القضايا وأكثر استجابة لها ومساعدة المواطنين على المشاركة في التخطيط الحكومي والعمل على زيادة دور الفئات المهمشة في العملية السياسية، بما في ذلك النساء والشباب. كان يُعرف في البداية باسم المعهد الجمهوري الوطني للشؤون الدولية.
تشمل برامج المعهد مساعدة الأحزاب السياسية والمرشحين على تطوير قيمهم وهياكلهم المؤسسية وممارسات الحكم الرشيد وتنمية المجتمع المدني والتربية المدنية وتطوير القيادة النسائية والشبابية والإصلاح الانتخابي ومراقبة الانتخابات والتعبير السياسي في المجتمعات المغلقة. منذ تأسيسه، نشط المعهد على مستوى العالم في إفريقيا وآسيا ومنطقة البحر الكاريبي وأوروبا الشرقية وأمريكا اللاتينية والشرق الأوسط.
في عام 2018، أبلغ السيناتور الأمريكي جون ماكين، الذي شغل منصب رئيس المعهد لمدة 25 عامًا، مجلس الإدارة بأنه سيتنحى عن منصبه. أوصى ماكين السيناتور الأمريكي دان سوليفان بخلافته.

## الخلفية
تأسس المعهد في عام 1983 بعد خطاب الرئيس الأمريكي آنذاك رونالد ريغان عام 1982 أمام البرلمان البريطاني في وستمنستر، الذي اقترح فيه هدفًا واسع الأفق لمساعدة البلدان على بناء البنية التحتية للديمقراطية. نقلًا عن الإعلان العالمي لحقوق الإنسان، قال ريغان: «يجب أن نكون مخلصين لقناعتنا بأن الحرية ليست من اختصاص قلة محظوظة فحسب، بل هي حق عالمي راسخ لجميع البشر».
يعمل المعهد على مستوى العالم إذ يوفر التدريب والمساعدة للأحزاب السياسية. بصفته منظمة 501 (c)(3) معفاة من الضرائب، لا يلعب المعهد أي دور في السياسة الأمريكية المحلية. ومع ذلك، فإن غالبية أعضاء مجلس إدارته يتم اختيارهم من الحزب الجمهوري. بدورها تعتمد المنظمة الشقيقة، المعهد الوطني الديمقراطي، بشكل أساسي على الحزب الديمقراطي.

### جائزة الحرية
في عام 1995، أعلن المعهد عن جائزة الحرية «لتكريم الأفراد الذين عملوا على تعزيز الحرية والديمقراطية في بلدانهم وحول العالم». كان ألفريدو كريستياني، الذي شغل منصب رئيس السلفادور من عام 1989 حتى عام 1994 أول من حصل على هذه الجائزة. من بين المتلقين الآخرين ميغيل أوباندو إي برافو، رئيس أساقفة ماناغوا من عام 1970 حتى عام 2005، والرئيس الأربعين للولايات المتحدة رونالد ريغان، ومستشار الدولة ووزير خارجية ميانمار أون سان سو تشي، والرئيس السوفييتي المعارض ناتان شارانسكي، ورئيسة ليبيريا من عام 2006 حتى عام 2018 إلين جونسون سيرليف وآخرون.

## التحضيرات والبرامج

### أفريقيا
شارك المعهد على نطاق واسع في أفريقيا وهو يعمل حاليًا في بنن وبوركينا فاسو والكاميرون وجمهورية أفريقيا الوسطى وتشاد وجمهورية الكونغو الديمقراطية وأثيوبيا وغانا وكينيا وموزامبيق ونيجيريا وزامبيا وسيراليون والصومال وصوماليلاند والسودان وتنزانيا وغامبيا وأوغندا وزمبابوبي والمغرب.

### آسيا والمحيط الهادئ
في منطقة آسيا والمحيط الهادئ، ينشط عمل المعهد في كل من بنغلاديش وبورما وكمبوديا والصين وفيجي وإندونيسيا وكوريا ولاوس وماليزيا والمالديف ومنغوليا ونيبال والباكستان وبابوا غينيا الجديدة والفيلبين وجزر ساموا وسريلانكا وتايوان وتايلاند وتيمور الشرقية وفانواتو.
أعلن المعهد عن قراره بفتح مكتب ميداني في تايوان في أكتوبر عام 2020.

### أوراسيا
في أوراسيا، يعمل المعهد حاليًا في أرمينيا وبيلاروس وجورجيا وكازاخستان وجمهورية قيرغيزستان ومولدوفا وأوكرانيا وأوزبكستان.

### أوروبا
في أوروبا، يعمل المعهد في ألبانيا والبوسنة والهرسك وبلغاريا وكوسوفو والجبل الأسود ومقدونيا الشمالية وصربيا وتركيا.

### أمريكا اللاتينية والكاريبي
في أمريكا اللاتينية ومنطقة البحر الكاريبي، تعمل المؤسسة في الأرجنتين وبوليفيا وكولومبيا وكوبا والإكوادور ولسلفادور وغواتيمالا وغيانا وهاييتي وهندوراس والمكسيك ونيكاراغوا وبنما والبيرو وفنزويلا.

### الشرق الأوسط وأفريقيا الشمالية
في الشرق الأوسط، يعمل المعهد في كل من الجزائر والعراق والأردن ولبنان وليبيا والمغرب وسوريا وتونس.

### صندوق الحرية
يدعم صندوق الحرية التابع للمعهد جميع عمليات المعهد الدولية.

## المنشورات الحديثة

### آسيا والمحيط الهادئ
مكافحة التلاعب بالمعلومات في الصين: مجموعة أدوات للتفاهم والعمل في 6 سبتمبر عام 2023.
مكافحة تلاعب الصين بالمعلومات في المحيطين الهندي والهادئ وكازاخستان في 27 يونيو عام 2023.
المسح الوطني لبنغلاديش في مارس-أبريل عام 2023.
إشراك الشباب المهمشين في لاوس في 2 مارس عام 2021.